# Museumsdorf Cloppenburg
Das Museumsdorf Cloppenburg – Niedersächsisches Freilichtmuseum in der niedersächsischen Kreisstadt Cloppenburg ist eines der ältesten Freilichtmuseen Deutschlands. Das Museum hat vor allem die Aufgabe, die ländlichen Baudenkmäler und die Alltagskultur des Bundeslandes Niedersachsen zu erforschen und in Beispielen originalgetreu zu dokumentieren.
Das Niedersächsische Freilichtmuseum ist eine Non-Profit-Organisation. Im Jahr 2019 hatte das Museumsdorf Cloppenburg 280.000 Besucher. Bedingt durch die COVID-19-Pandemie in Deutschland, sank die Besucherzahl 2020 auf 100.000. 2023 konnte die Besucherzahl wieder auf Vor-Corona-Niveau (rund 280.000) erreicht werden.

## Geschichte
1922 wurde in Cloppenburg das Heimatmuseum für das Oldenburger Münsterland gegründet. Dessen Museumsleiter, der Studienrat Heinrich Ottenjann aus Cloppenburg, hatte die Idee eines für Deutschland neuartigen Freilichtmuseumstyps und wurde auch gleichzeitig der erste Direktor des Museumsdorfes. Die Anlage wurde am Himmelfahrtstag 1936 feierlich eröffnet und wuchs in den Folgejahren weiter. Am 13. April 1945 wurden sechs Häuser des Museumsdorfs durch Artilleriefeuer zerstört, darunter auch der Quatmannshof. Der Hof wurde bis 1962 detailgetreu rekonstruiert. Nachfolger Heinrich Ottenjanns als Museumsdirektor wurde 1961 sein Sohn Helmut Ottenjann. Von 1996 bis 2018 war Uwe Meiners Direktor des Freilichtmuseums. Von 2018 bis 2021 leitete Julia Schulte to Bühne das Museum, ihr Nachfolger ist seit 1. April 2022 Torsten W. Müller.

## Aufgabe
Das Niedersächsische Freilichtmuseum fungiert heute als Bildungs- und Forschungseinrichtung zur Kultur- und Landwirtschaftsgeschichte Niedersachsens. Konkret hat es „die Aufgabe, die ländlichen Baudenkmäler des Bundeslandes Niedersachsen zu erforschen und in den wichtigsten Beispielen wirklichkeitsgetreu zu dokumentieren […], gleichzeitig sollen auch in möglichst vollständiger Reihe die verschiedensten Arten des alten Handwerks im ländlichen Raum gesammelt, erforscht und demonstriert werden.“ Die museumspädagogischen Angebote sollen handlungs- und produktorientiert sein.
Um die Häuser, Möbel, Geräte und andere Gegenstände des alltäglichen Lebens sachgerecht ausstellen zu können, betreibt das Museumsdorf auch eigene Forschung. Beteiligte Fachrichtungen sind Volkskunde, Regionalgeschichte und Hausforschung. Ein Team von drei Wissenschaftlern, unterstützt durch Volontäre und Projektpartner, konzipiert Ausstellungen und begleitet den Aufbau neuer Häuser. Dokumentiert wird diese Arbeit in wissenschaftlichen Veröffentlichungen, die das Museumsdorf zum großen Teil in den eigenen Schriftenreihen publiziert. Unterstützt wird das wissenschaftliche Personal durch Handwerker, die zahlreiche Häuser instand halten und den Besuchern traditionelle Arbeitsweisen demonstrieren.

## Angebote

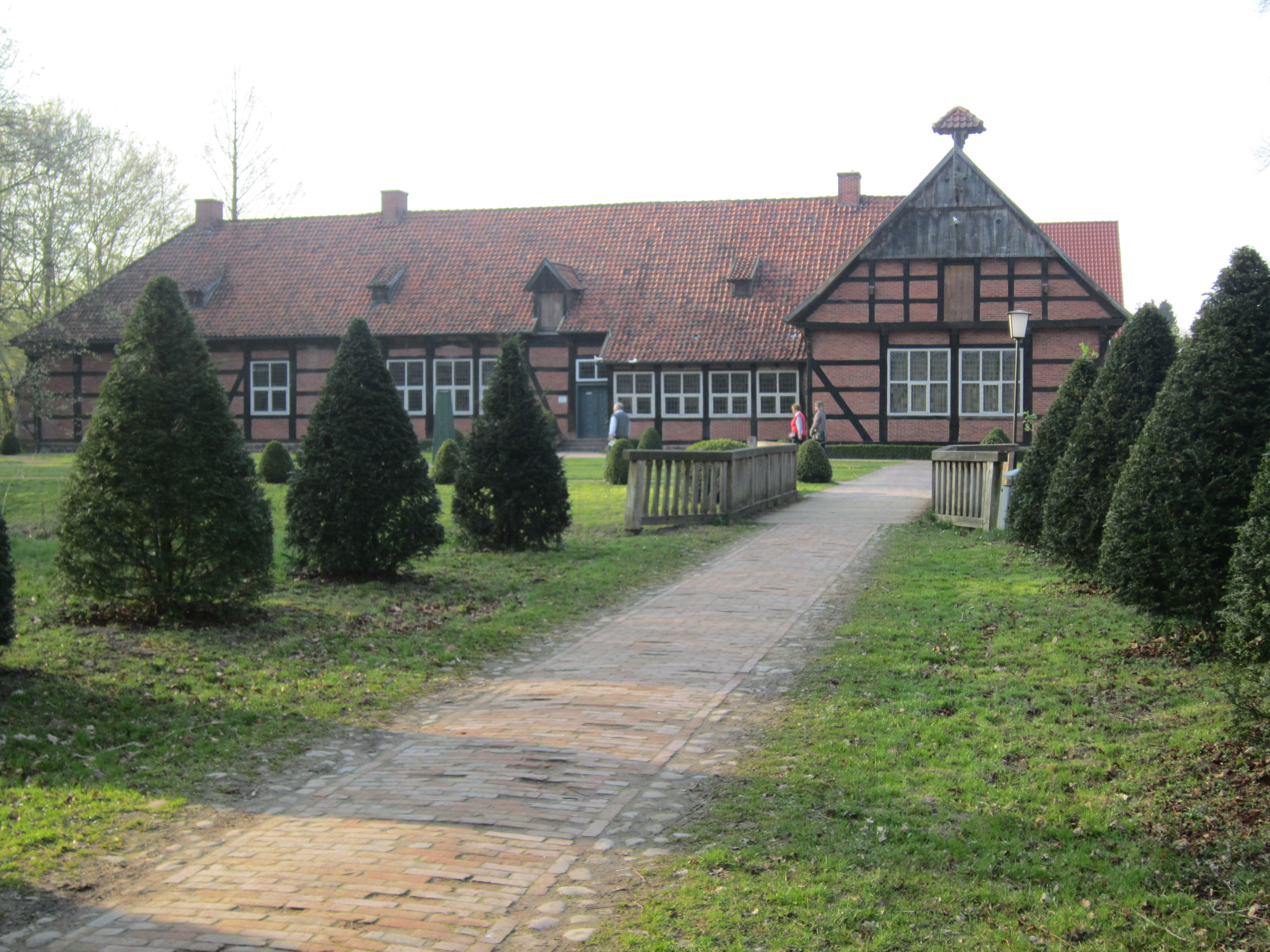
Herrenhaus Arkenstede

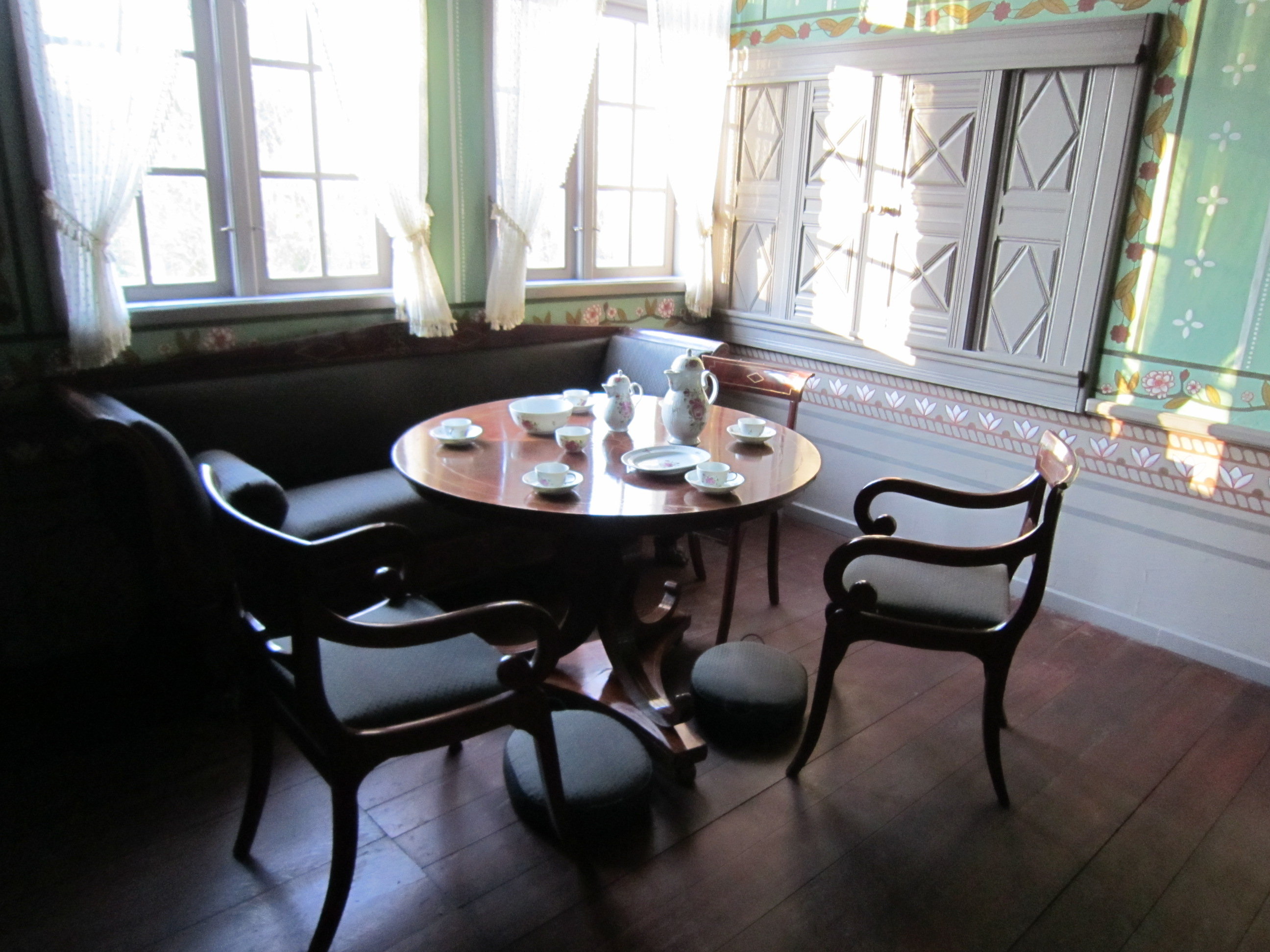
Gute Stube im Quatmannshof

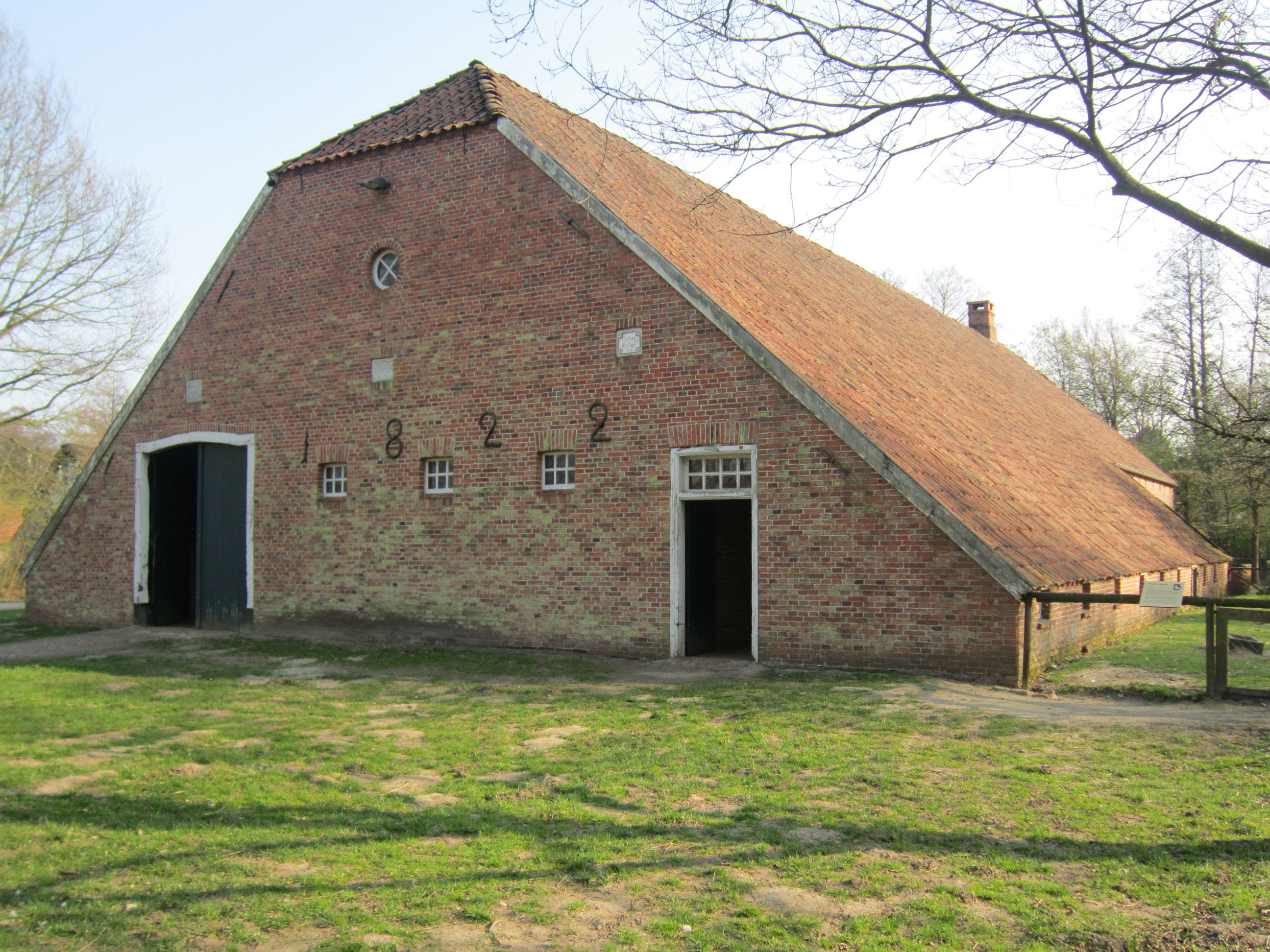
Hof Awick (Gulfhaus)

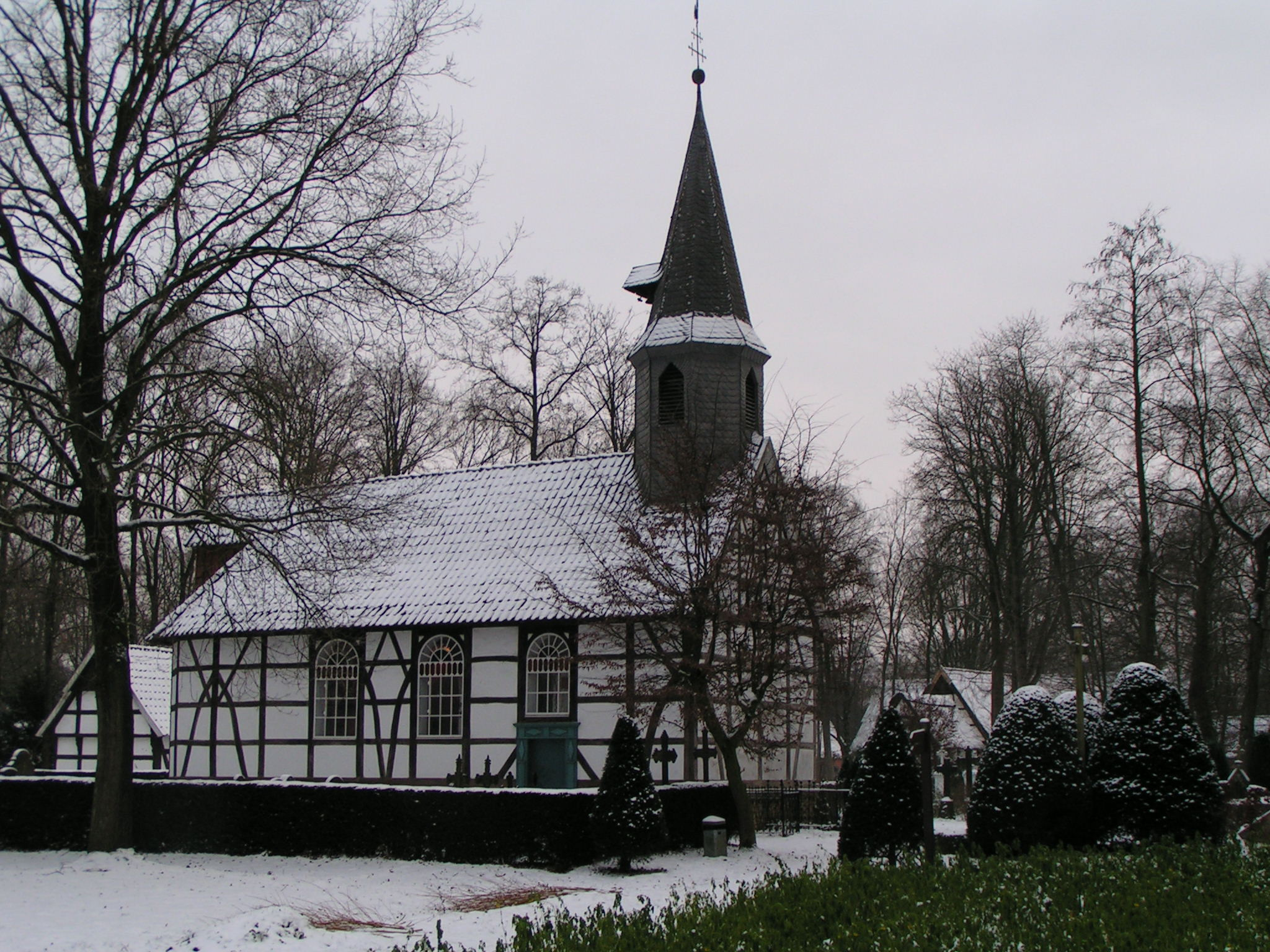
Fachwerkkirche aus Klein-Escherde

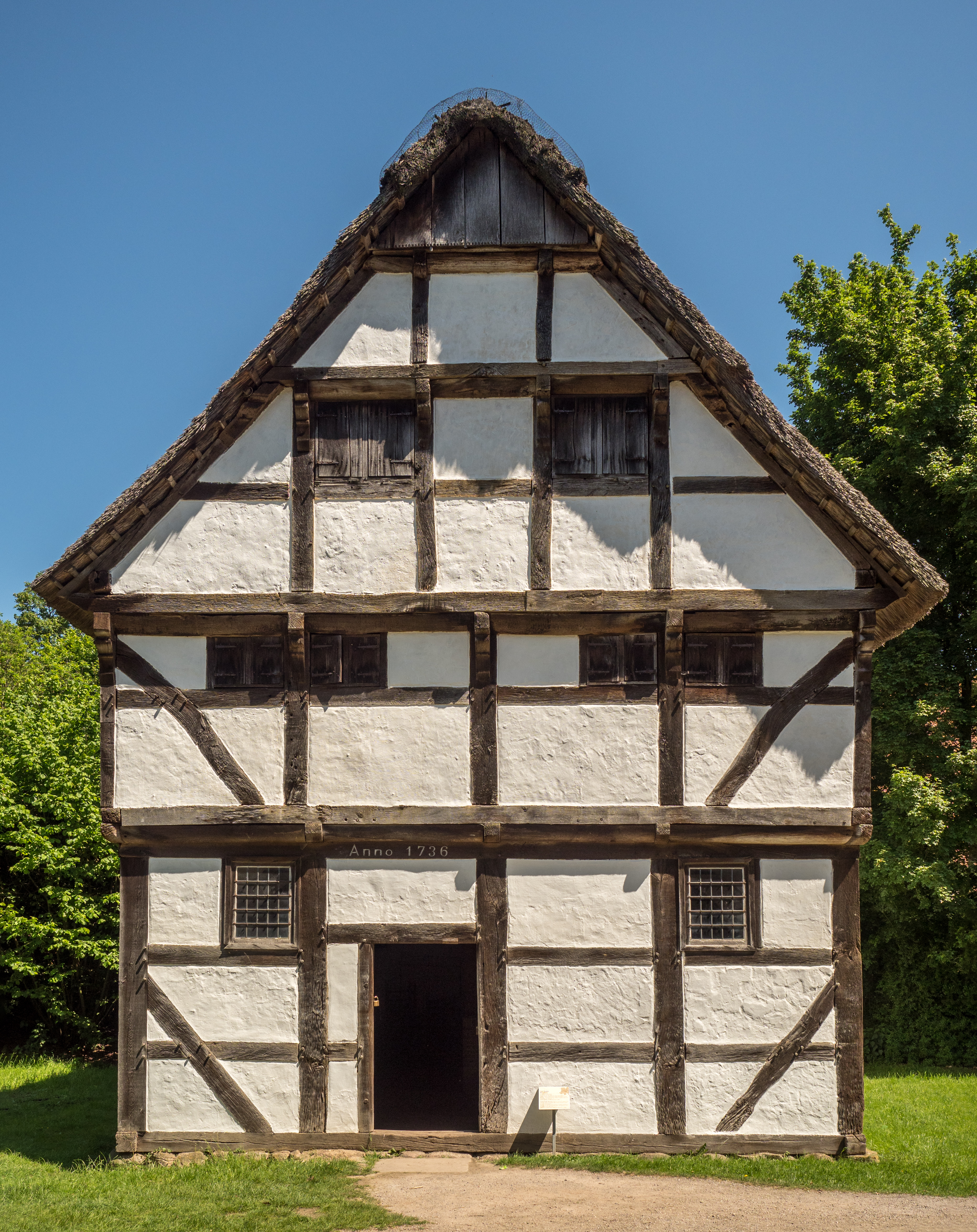
Brauhaus im Museumsdorf Cloppenburg

Mehr als fünfzig Gebäude vom 16. Jahrhundert bis zum Anfang des 20. Jahrhunderts stehen auf dem etwa 20 Hektar großen Gelände des Museumsdorfs Cloppenburg südlich der Höltinghauser Straße. Alle wurden von ihrem Originalstandort in Niedersachsen hierher transloziert. Darunter sind große Hofanlagen wie der Quatmannshof oder die Wehlburg, mittlere Bauernhöfe wie der Hof Haake oder der Hoffmannshof, aber auch die Wohn- und Arbeitsstätten von Heuerleuten und Handwerkern. Drei Mühlen, ein Herrenhaus, eine Kirche und eine Schule zählen zu den besonderen Attraktionen im Museumsdorfgelände. In Form authentischer Umgebungen bietet das Ensemble der Gebäude im Museumsdorf einen Einblick in die Alltags- und Kulturgeschichte des gesamten Nordwestens Niedersachsens. In den historischen Gebäuden mit den zugehörigen bäuerlichen Gärten und auf sonstigen landwirtschaftlichen Nutzflächen wird der Wandel im Verhältnis Mensch-Umwelt thematisiert.
Anfangs wurde die Form des Wiederaufbaus gewählt, der die Häuser als Prototypen im Ur-Bauzustand zeigte. Wesentliche Bautypen des niederdeutschen Hallenhauses und des ostfriesischen Gulfhauses werden so präsentiert. Seit den 1970er Jahren werden Häuser unter Bewahrung der Spuren ihrer Geschichte und mit Bezügen zu den Biographien ihrer Bewohner wiederhergestellt.
Neben Bauwerken, die der Landwirtschaft und dem Handwerk dienten, und Wohnhäusern der Landarbeiter befinden sich auf dem südlich der Höltinghauser Straße gelegenen Teil des Museumsdorfsgeländes auch eine Fachwerkkirche aus Klein-Escherde (1698 erbaut) und eine Bauerschaftsschule aus Renslage (erbaut 1751).

### Landwirtschaft und Handwerk – Wohn- und Wirtschaftsbauten
Die vielen ländlichen Gebäude sind überwiegend zu Hofanlagen zusammengestellt. Zu nennen sind insbesondere der Hof Quatmann (aus Elsten, erbaut 1805), der Hof Wehlburg (aus Wehdel, erbaut 1750) und der Hof Hoffmann (aus Goldenstedt, erbaut 1835/1840). Bei diesen Häusern handelt es sich um niederdeutsche Hallenhäuser. Gulfhäuser sind der Hof Awick (aus Scharrel, erbaut 1822) und das Haus Meyer (aus Firrel, erbaut um 1900). Als jüngstes Gebäude kam 2011 das Wohnhaus einer Stellmacherei aus Westerstede hinzu (mit Bauteilen aus dem Jahre 1566).
Im Museum finden sich neben Bauern-, Heuer- und Landarbeiterhäusern zahlreiche Beispiele des ländlichen Handwerks, wie es bis weit in das 20. Jahrhundert hinein ausgeübt wurde: Drechslerei, Zinngießerei, Huf- und Wagenschmiede, Kupferschmiede, Lederschuhmacherei, Holzschuhmacherei, Tischlerei, Zimmermannswerkstatt, Brauhaus, Böttcherei, Blaufärberei, Sattlerei, Töpferei, Gold- und Silberschmiede sowie technische Kulturdenkmäler wie Mühlen und Kraftmaschinen. Somit wird ein großer Teil des traditionellen Handwerks im ländlichen Raum dokumentiert.

#### Mühlen
Seit 2008 ist das Museumsdorf eine Station an der Niedersächsischen Mühlenstraße. Den Reisenden auf dieser Ferienstraße bietet es:
- eine Bockwindmühle aus Essern (Landkreis Nienburg), auch Ständermühle genannt, wohl um 1638 errichtet
- eine Kappenwindmühle aus Bokel (Landkreis Cloppenburg) aus dem Jahr 1764, einen Galerieholländer, auch Achtkantwindmühle oder kurz „Holländer“ genannt
- einen Dreschblock[12]
- eine Kokerwindmühle aus Edewecht (Landkreis Ammerland) aus dem Jahr 1879, ursprünglich als Wasserschöpfmühle konzipiert
- eine Rossmühle aus Mimmelage (Landkreis Osnabrück); eine hölzerne Mühle, auch Pferdegöpel, zum Mahlen des Getreides, um 1850 bis 1890 gebaut. Mit Hilfe von Pferden wurde Getreide gemahlen. Die in der Dresch- und Getreidescheune des Hofes Wehlburg befindliche Rossmühle aus dem Jahre 1868 ist die letzte noch erhaltene Rossmühle in Niedersachsen.[13]

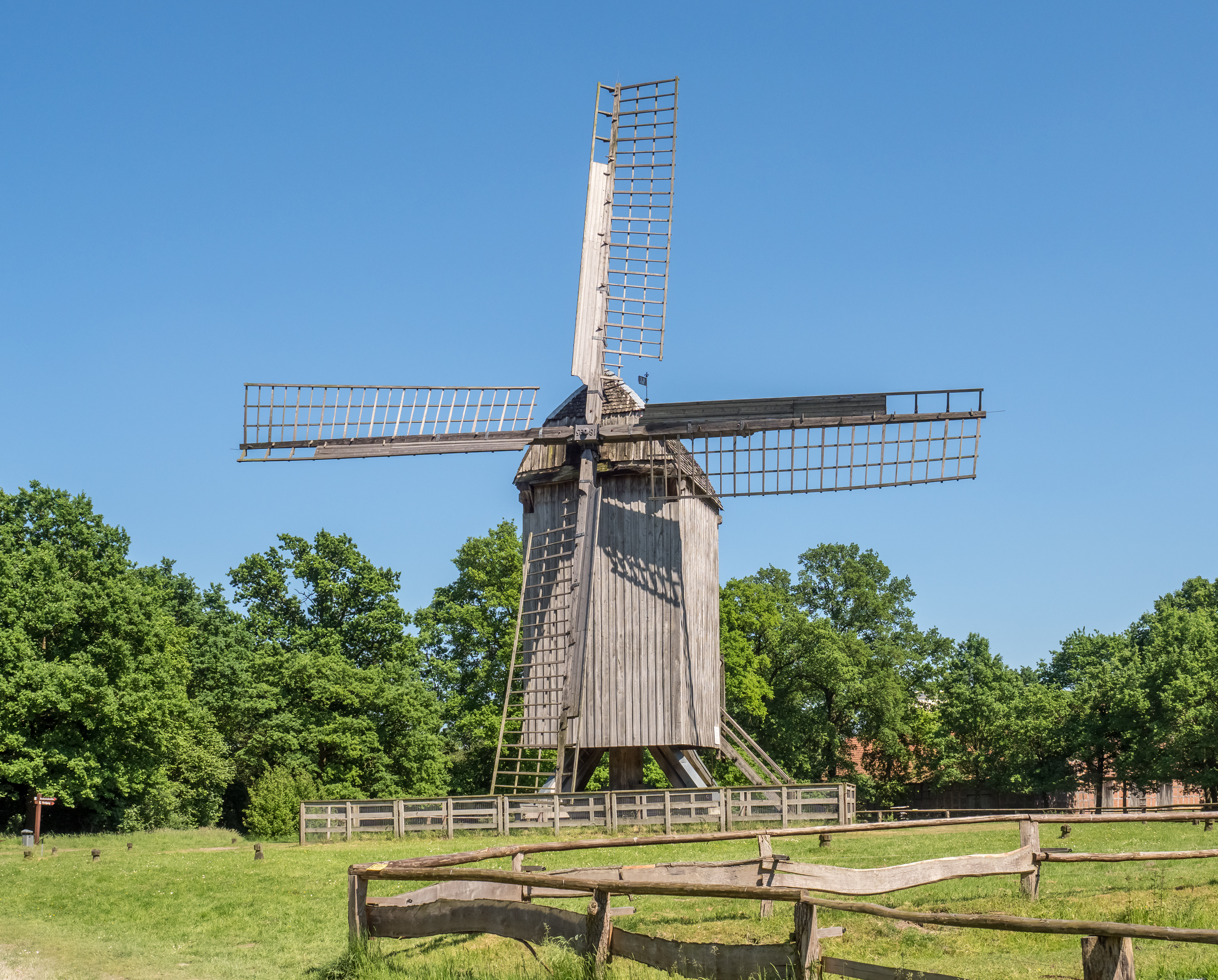
Bockwindmühle (Ständermühle)
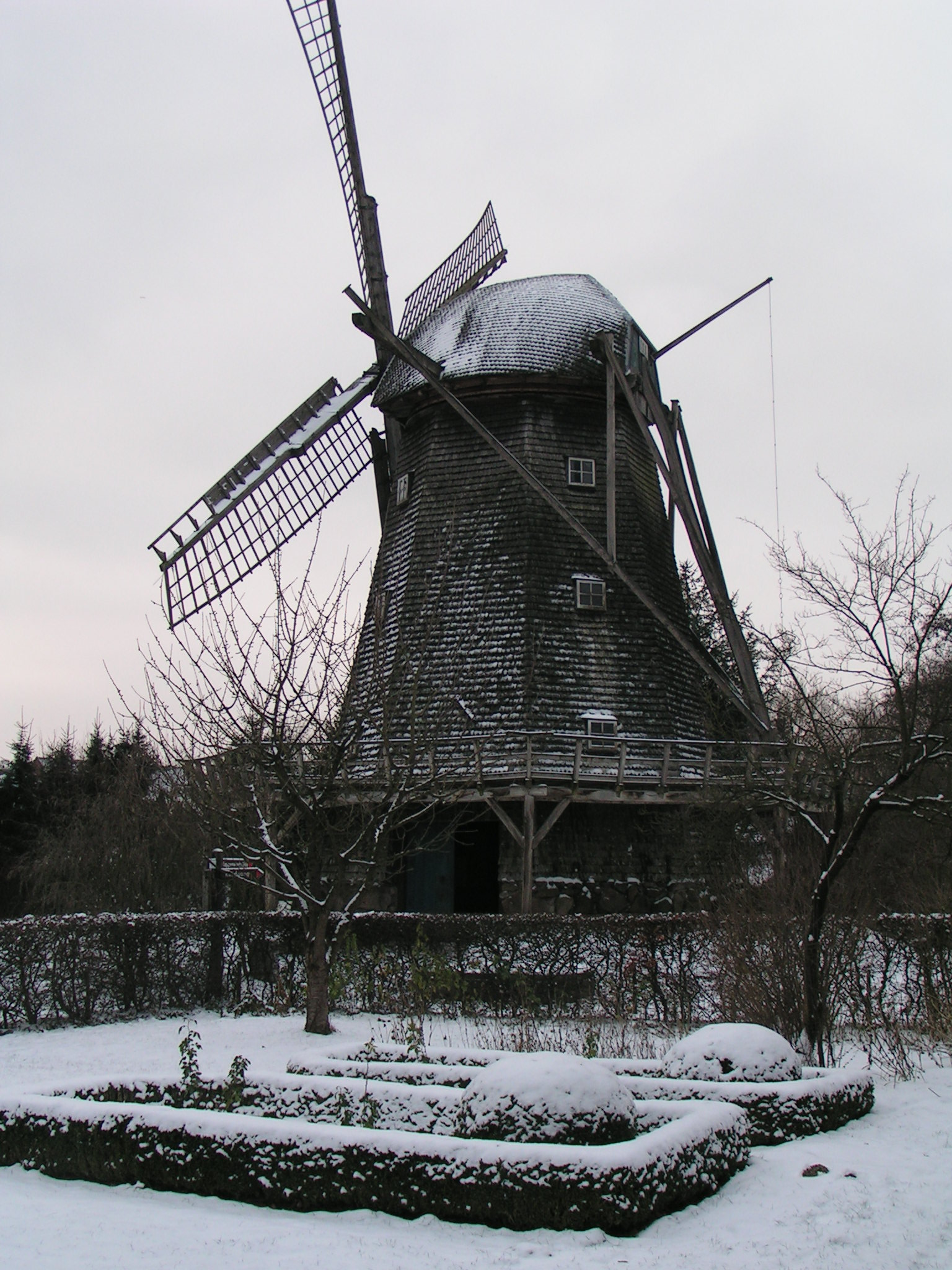
Kappenwindmühle
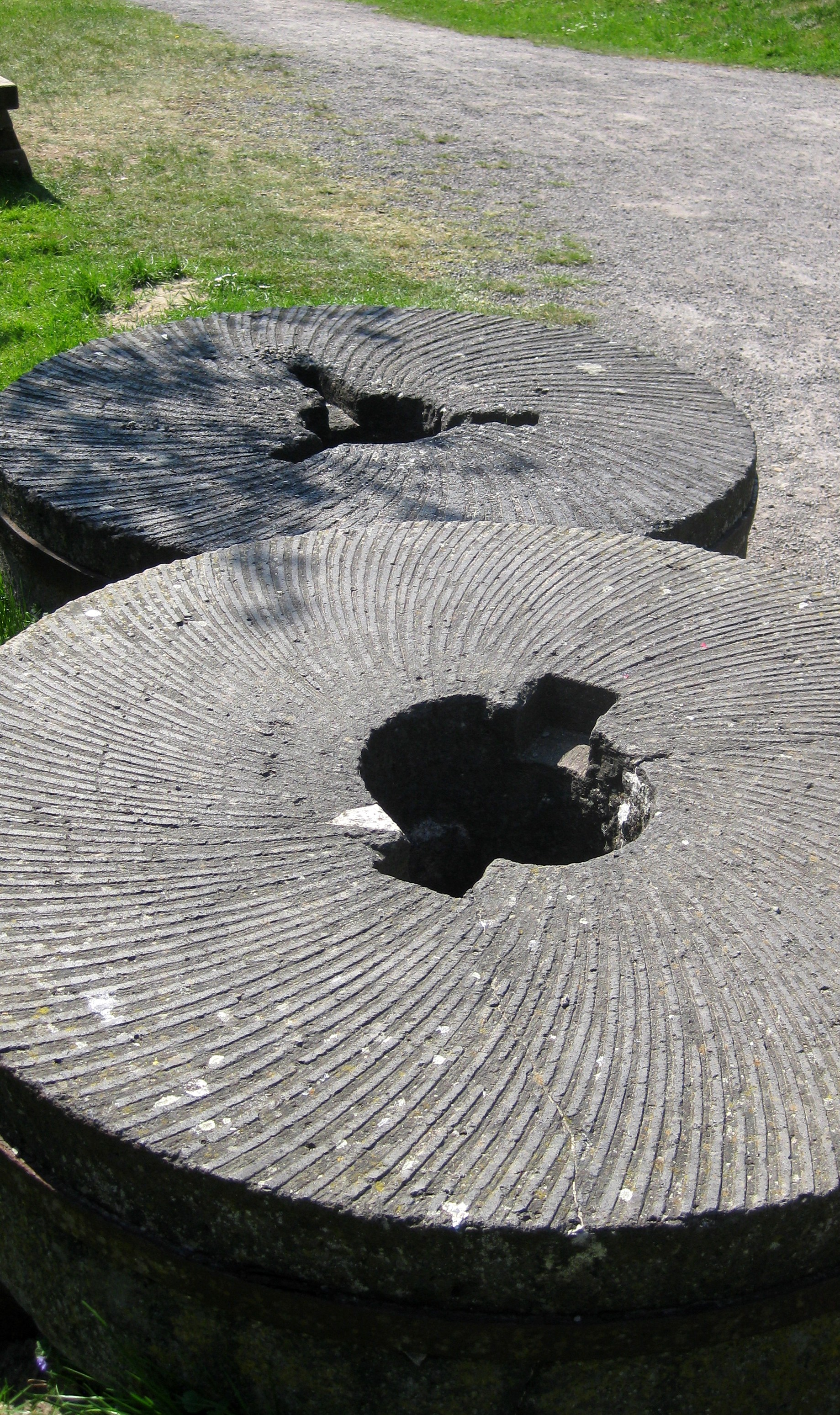
Mühlsteine der Kappenwindmühle
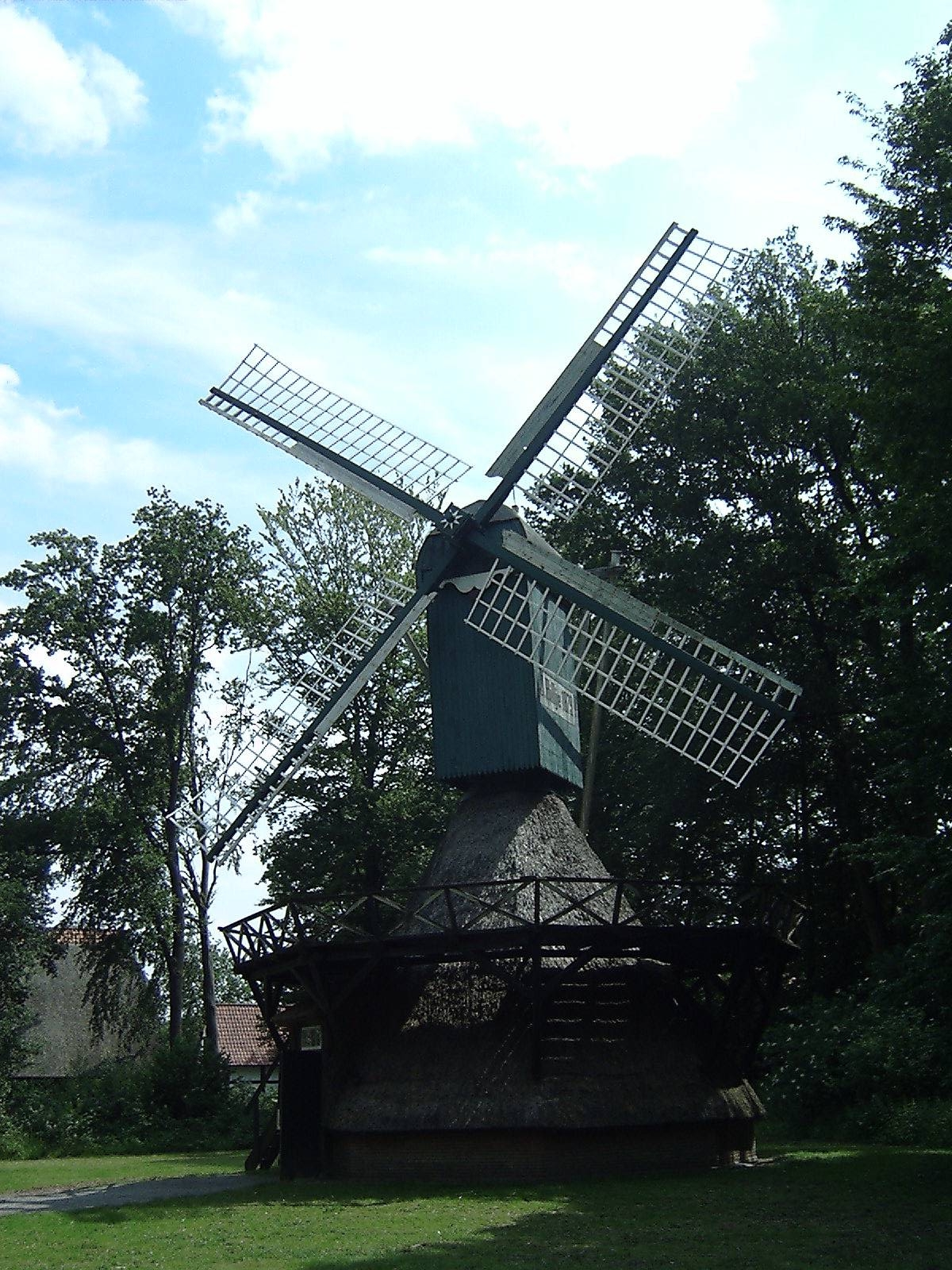
Kokerwindmühle
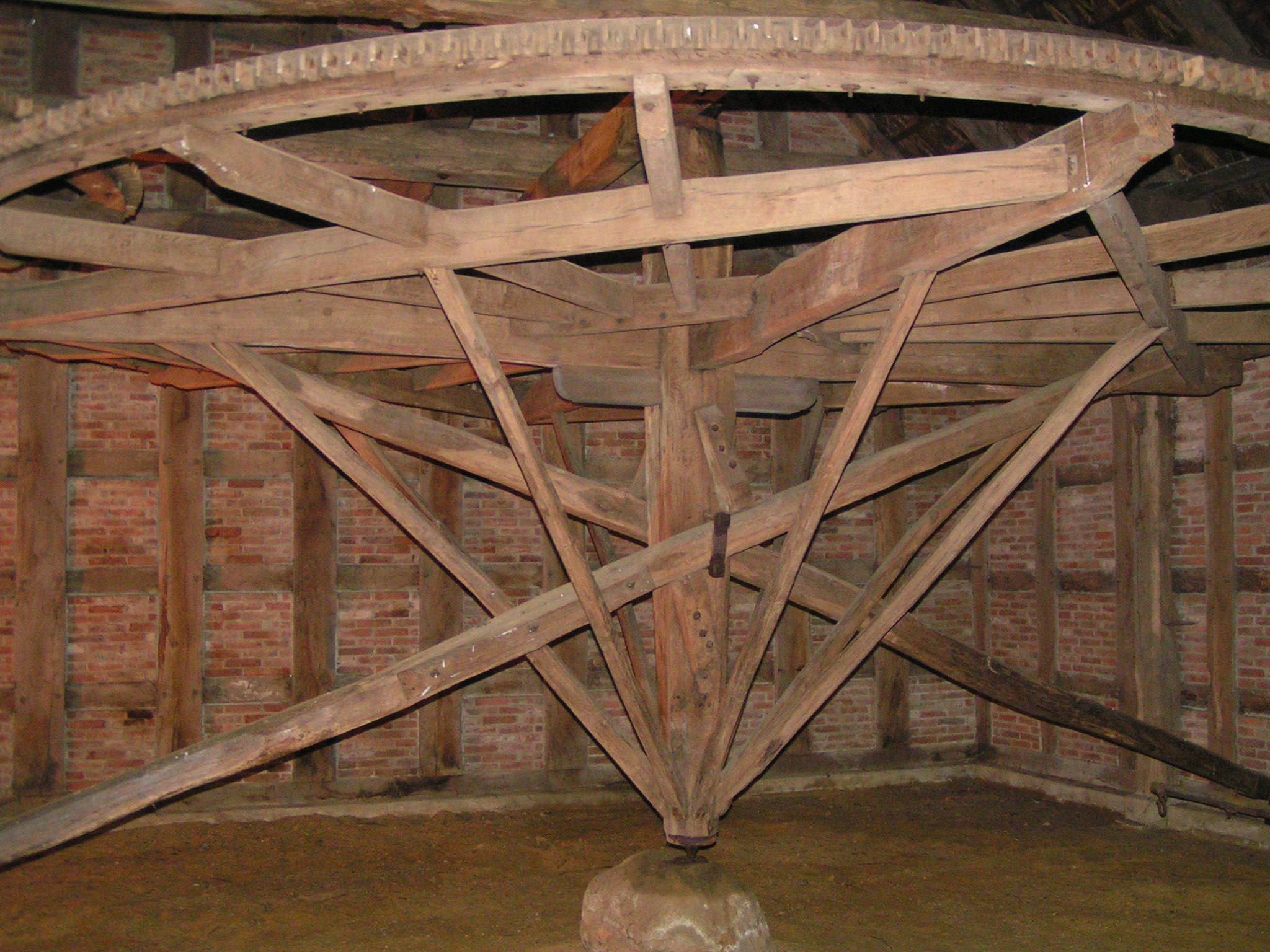
Pferdegöpel in der Scheune des Hofs Wehlburg

### Sammlungen und Ausstellungen

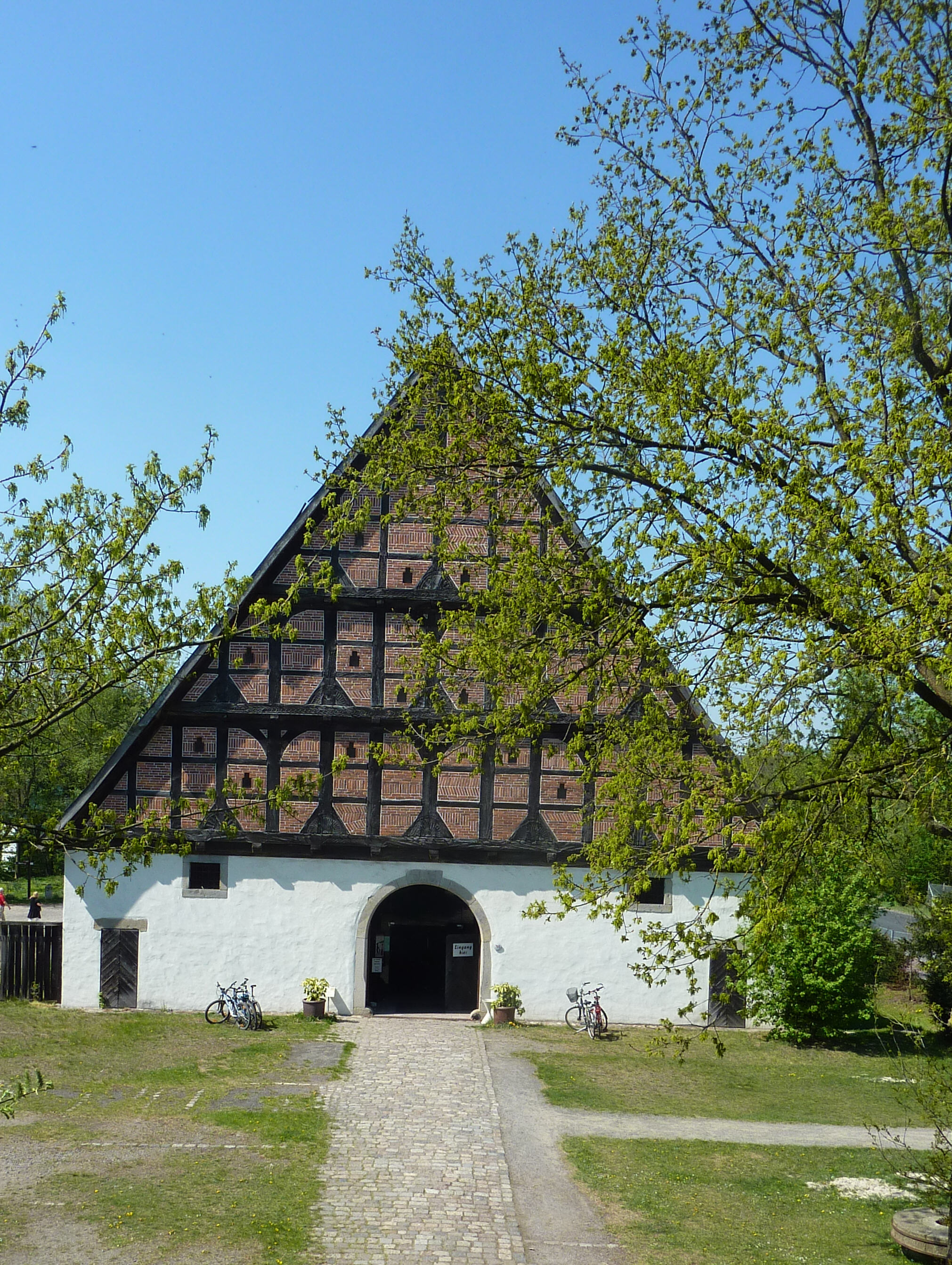
Zehntscheune: Ausstellungsgebäude und ehemaliger Eingang zum Museumsdorf-Gelände

Nur ein Teil der Sammlungen des Museumsdorfs ist in den Häusern auf dem Gelände zu sehen. Ein Großteil der Möbel, Arbeitsgeräte, Fuhrwerke, Textilien, Zinngegenstände und Archivalien wird dagegen in den Depots aufbewahrt und dem Publikum anhand ausgewählter Beispiele in wechselnden Sonderausstellungen in der Burg Arkenstede, der Ausstellungshalle beim Parkplatz und der Münchhausenscheune museumsdidaktisch aufbereitet präsentiert.
Längerfristig zu sehen sind Ausstellungen über Landwirtschaft und Technik, über historische Möbel und den Adel in Nordwestdeutschland.
Auf dem Gelände werden, außer in den Wintermonaten, auch traditionelle Haustierrassen wie das Bentheimer Landschwein und der Westfälische Totleger präsentiert.

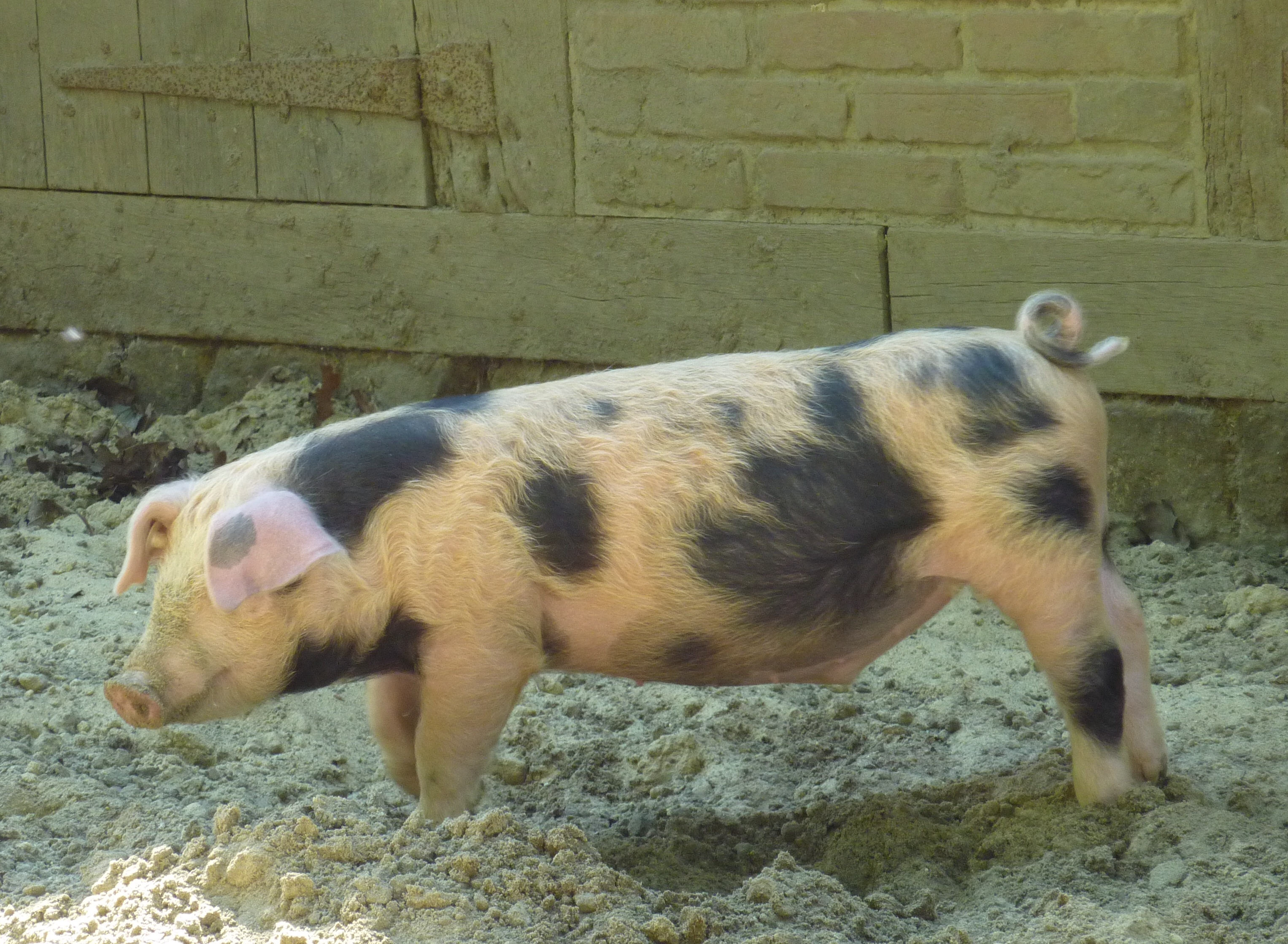
Buntes Bentheimer Landschwein
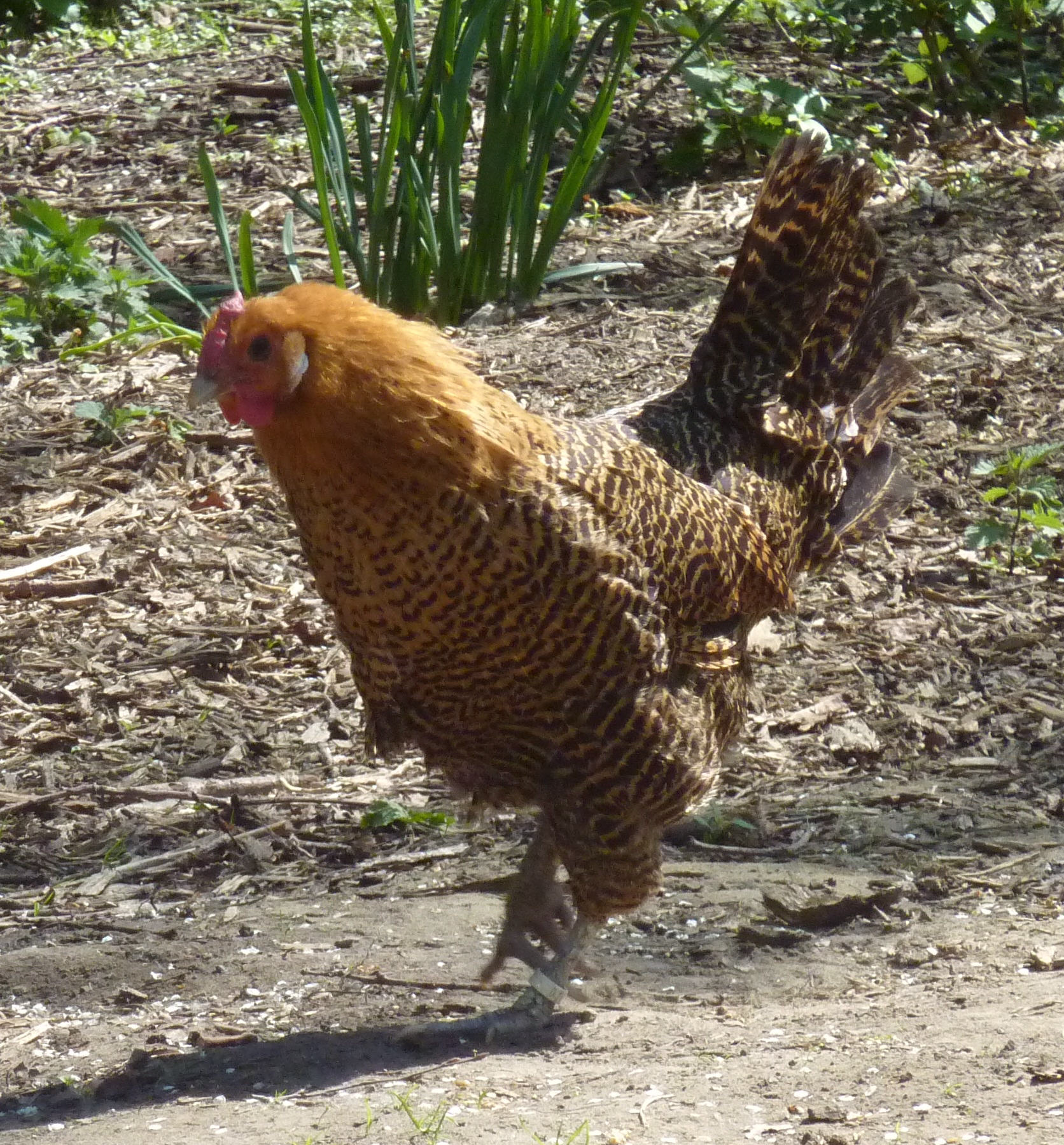
Westfälischer Totleger
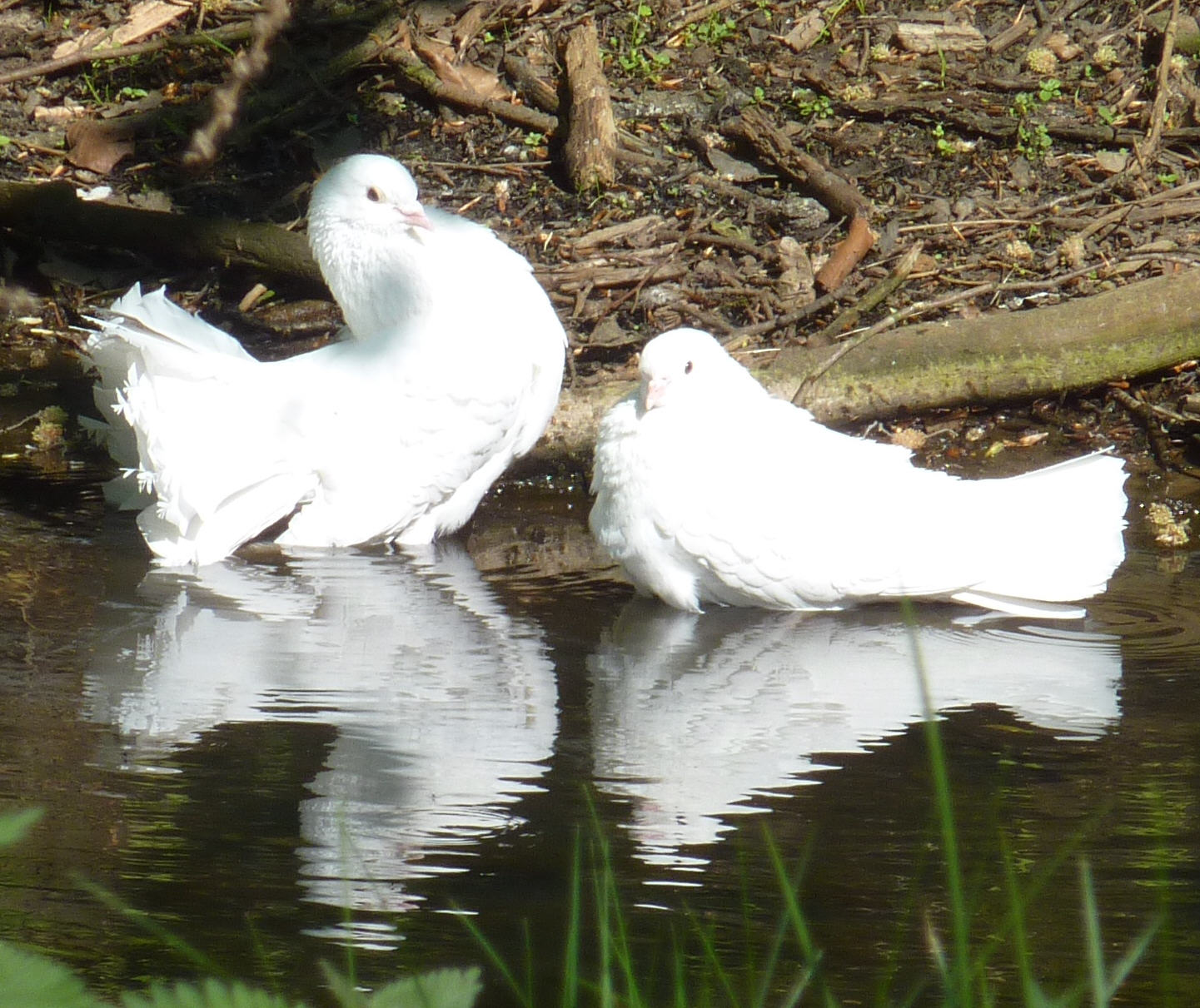
Weiße Tauben bei der Burg Arkenstede

### Gelände nördlich der Höltinghauser Straße
Im April 2020 legte die Stiftung Museumsdorf Cloppenburg der Stadt Cloppenburg ihre Pläne zum Ausbau des Bereichs südlich und östlich des Parkplatzes an der Bether Straße vor. Das Konzept „Museumsdorf Cloppenburg 2020“ sah vor, die Angebote im Bereich der jüngeren Zeitgeschichte, insbesondere des Zeitraums 1945/50 bis 1980, verstärkt in das Museumsprogramm aufzunehmen. Dies sollte nicht nur durch thematische Ausstellungen erfolgen. Es war vorgesehen, die Zeitspanne in einem eigenen Areal zu präsentieren, auf dem auch spezifische, bauliche Maßnahmen umgesetzt werden. Da die Flächen innerhalb des eigentlichen Museumsdorfs weitgehend bebaut sind, sollte eine Erweiterung auf Teilen des bisherigen Parkplatzes im Norden des Museumsgeländes vorgenommen und perspektivisch bis zum Jahr 2025 entwickelt werden.
Bereits vor der Antragstellung der Stiftung befanden sich nördlich der Höltinghauser Straße eine Ausstellungshalle mit Oldtimer-Fahrzeugen und Maschinen und im Freien vor ihr der große Moorpflug „Oldenburg“. Ihm gegenüber ist die Landdiskothek „Sonnenstein“ aufgebaut, die am 16. Juli 2021 den Besuchern zugänglich gemacht wurde. Sie war zuvor Stein für Stein von Harpstedt nach Cloppenburg transportiert  worden. Der Haupteingang zum Museumsdorf befindet sich jetzt in unmittelbarer Nähe des Parkplatzes an der Bether Straße.

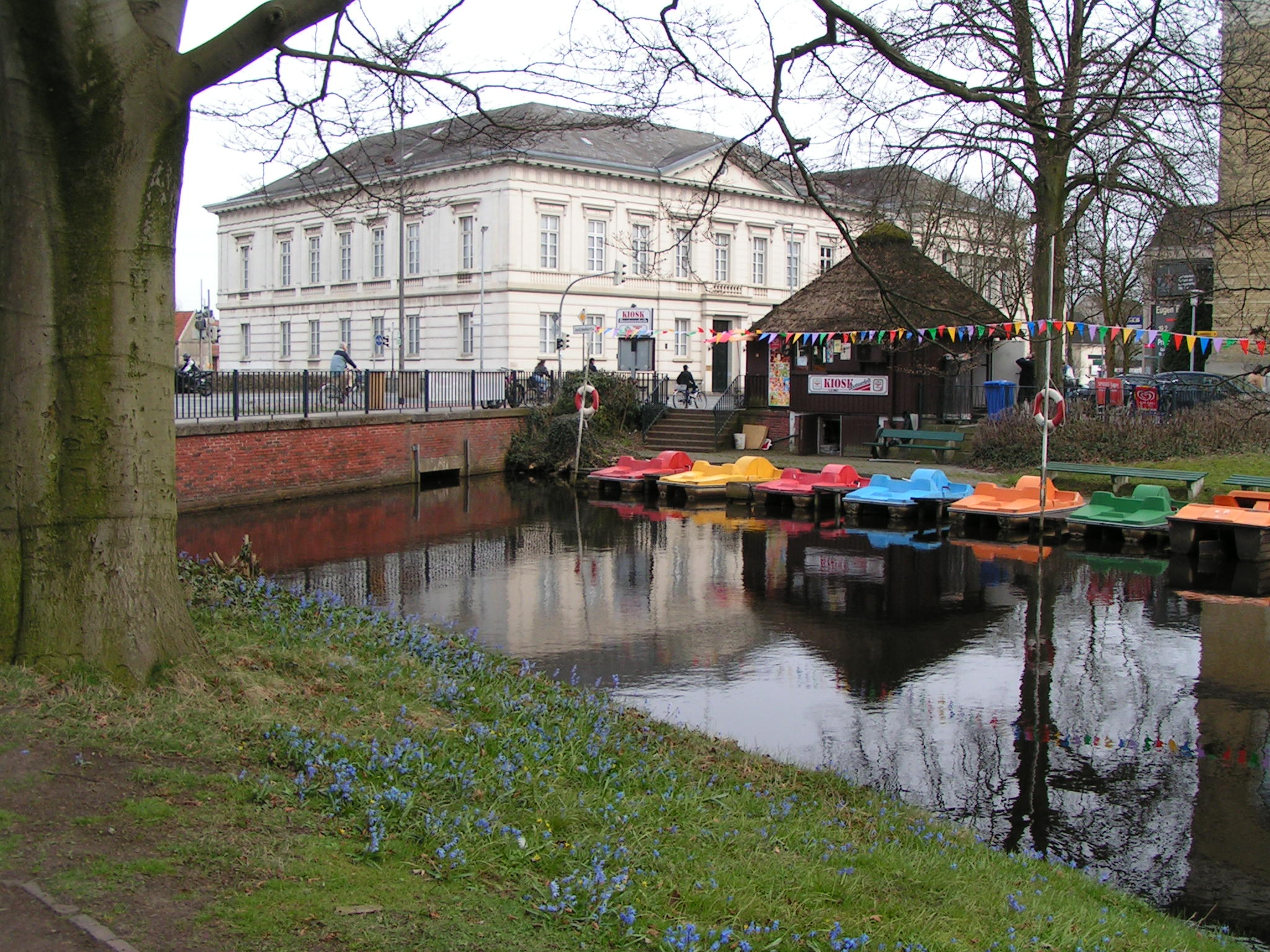
Dem Brand im Juli 2021 zum Opfer gefallener Bootskiosk an seinem alten Standort in Oldenburg (Oldb)

Durch den Brand in einem Magazin des Museumsdorfs in Varrelbusch im Juli 2021 verlor das Museumsdorf einen Großteil seiner ausgelagerten Nachkriegssammlung, die auf der Erweiterungsfläche aufgestellt werden sollte. Insbesondere der Verlust des Bootskiosks aus Oldenburg und des ersten Fertighaus-Typs der Nachkriegsjahre stellte das Konzept in Frage, die Atmosphäre der Nachkriegszeit auf dem neuen Gelände wieder erstehen zu lassen. Wegen des Brandes und ihrer Ansicht nach zu sparsamer Zuweisung öffentlicher Fördermittel für ihre Pläne kündigte Museumsdirektorin Schulte to Bühne ihr Arbeitsverhältnis zum 30. September 2021.

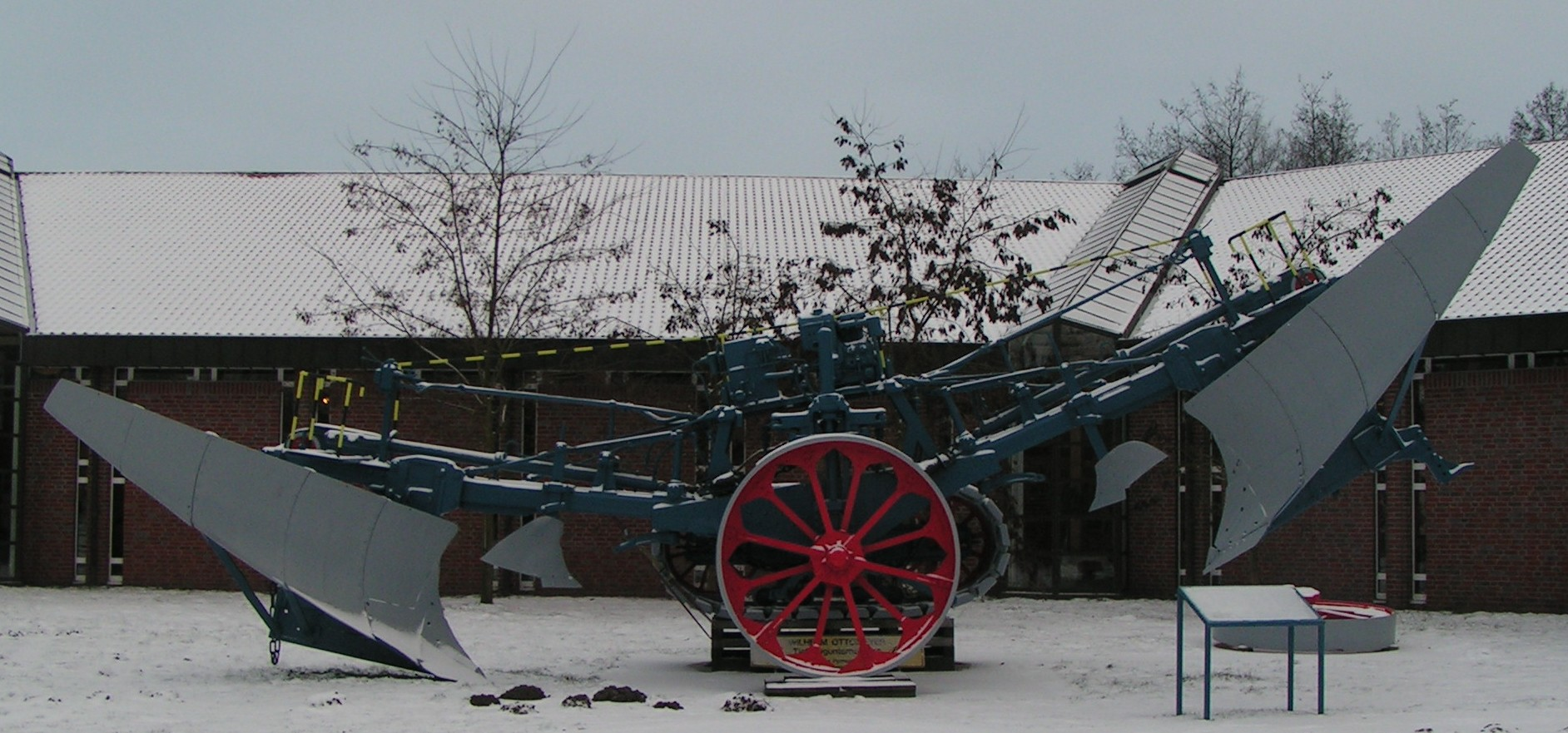
Moorpflug „Oldenburg“ neben dem Museumsdorf-Parkplatz
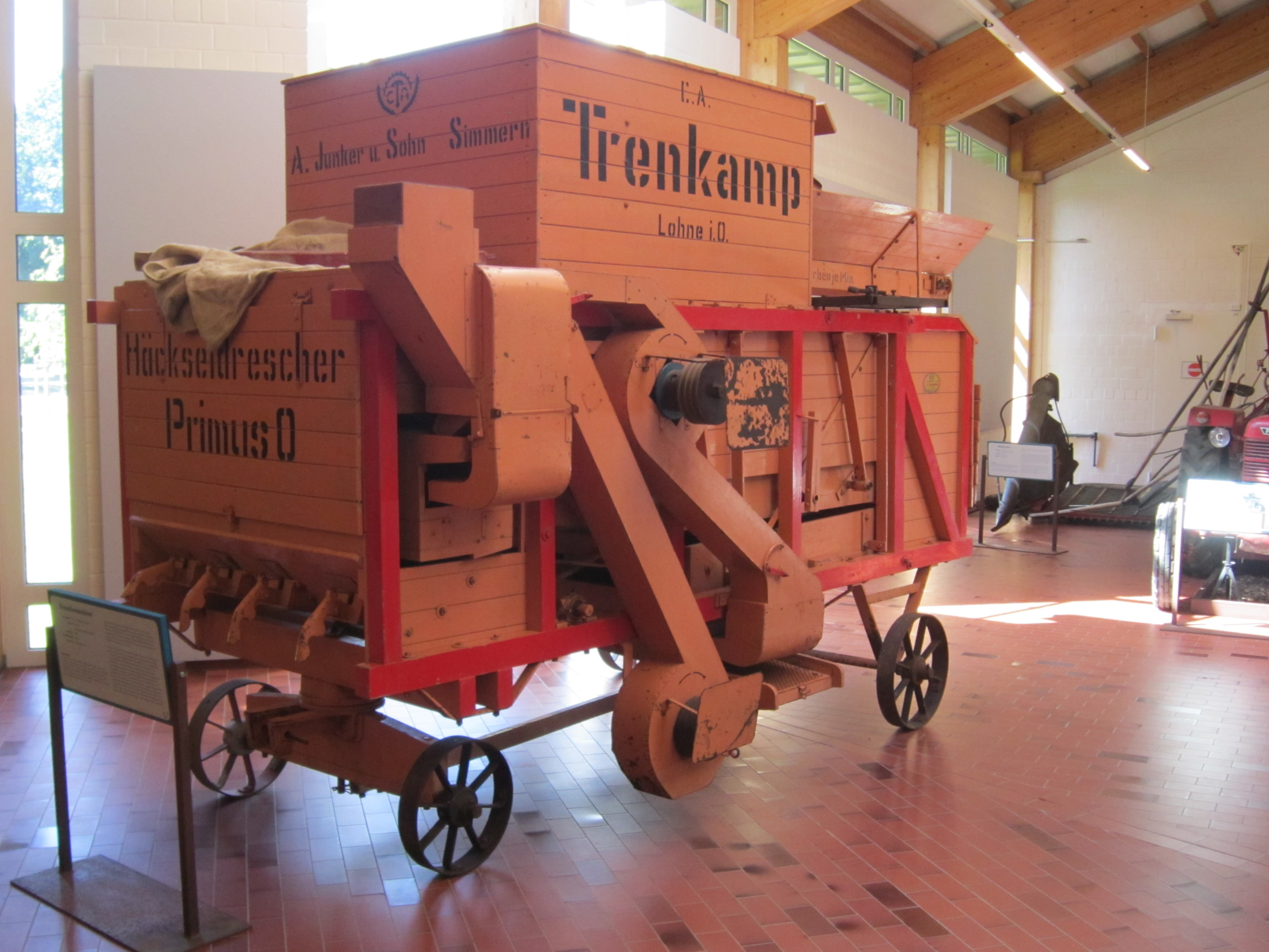
Häckseldrescher „Primus 0“ in der Ausstellungshalle
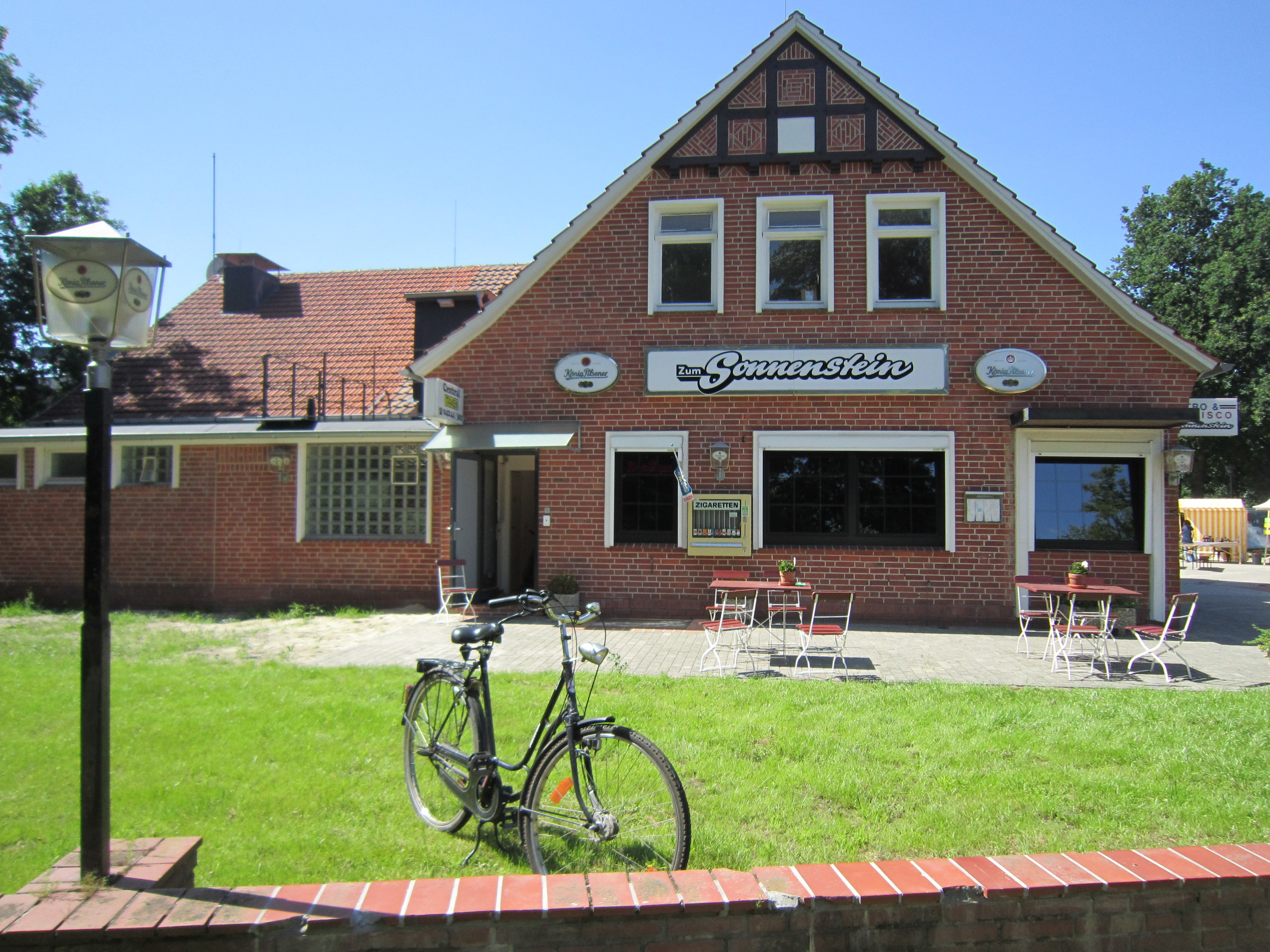
Diskothek Sonnenstein beim neuen Eingang zum Museumsdorf

### Veranstaltungen
Seit 2002 findet alljährlich zwischen Christi Himmelfahrt und dem Sonntag vor Pfingsten eine „Gartenpartie“ auf dem Gelände des Museumsdorfs Cloppenburg statt.  Durch die Gartenpartien im Museumsdorf nimmt die Anlage während der gesamten Vegetationsperiode zusehends parkähnlichen Charakter an.
Im Jahr 2011 wurden im Museumsdorf Cloppenburg erstmals eine „historische Dorfkirmes“ und ein Nikolausmarkt aufgebaut.

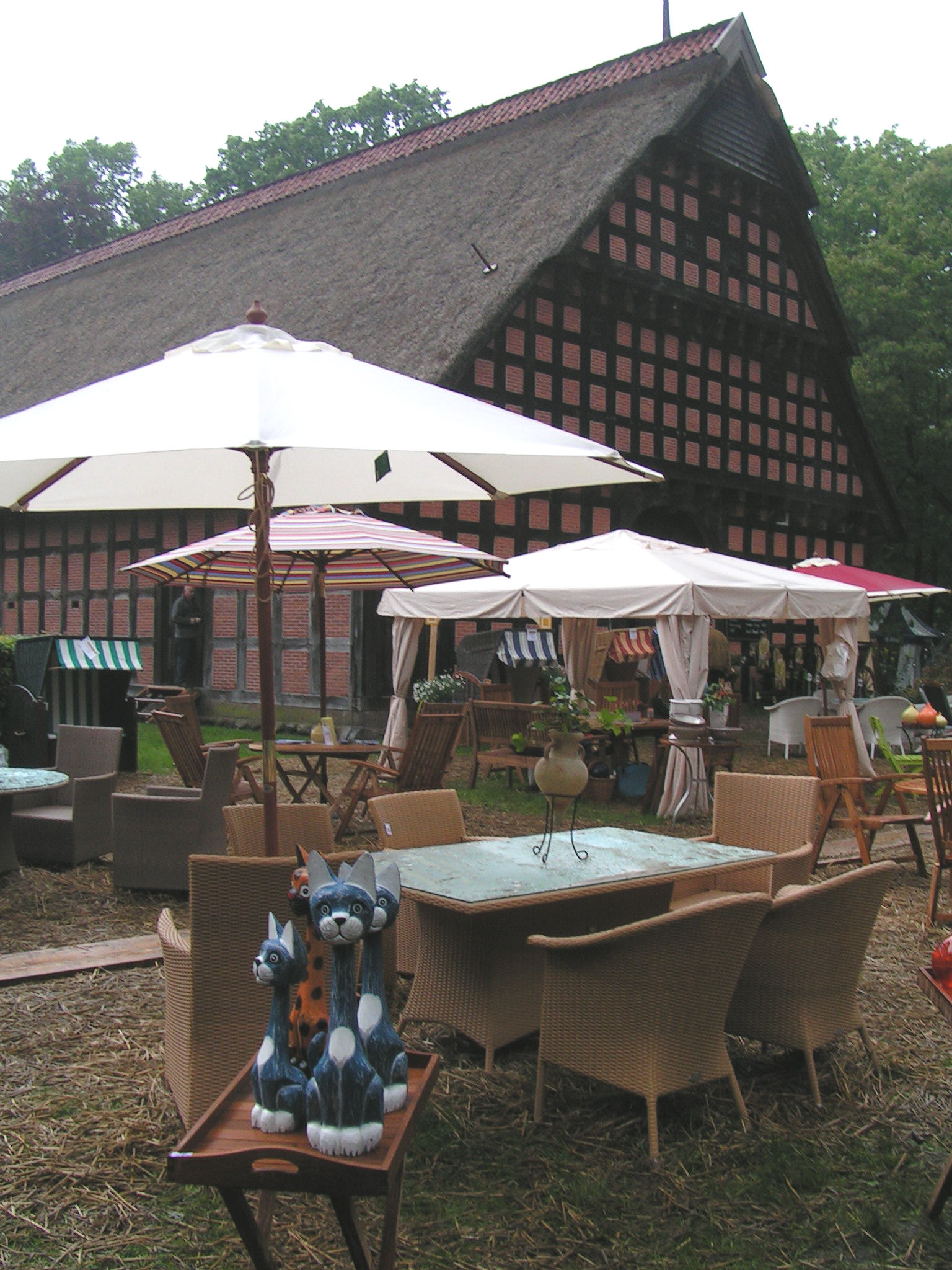
„Gartenpartie“ vor dem Quatmannshof
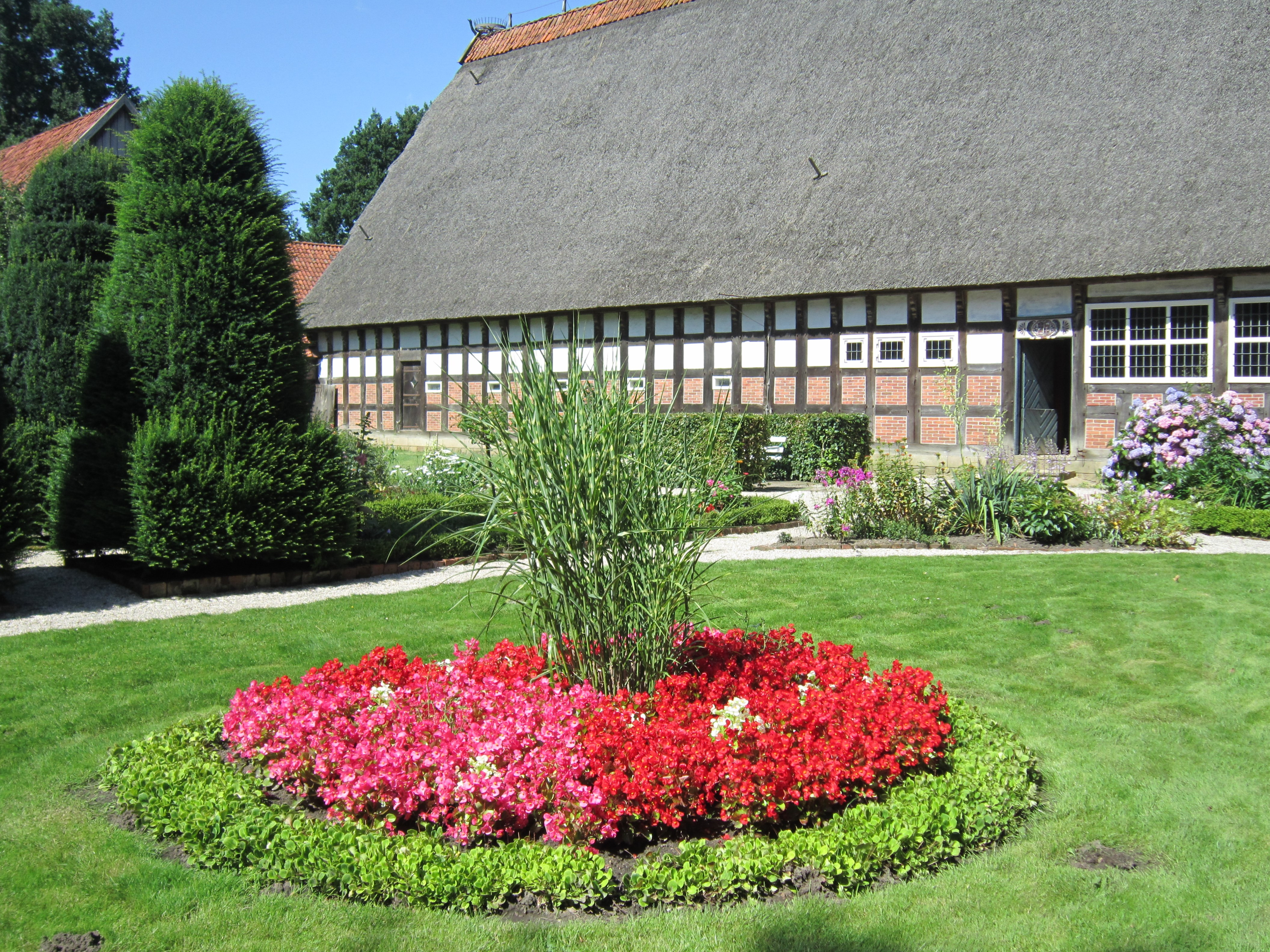
Garten der Wehlburg
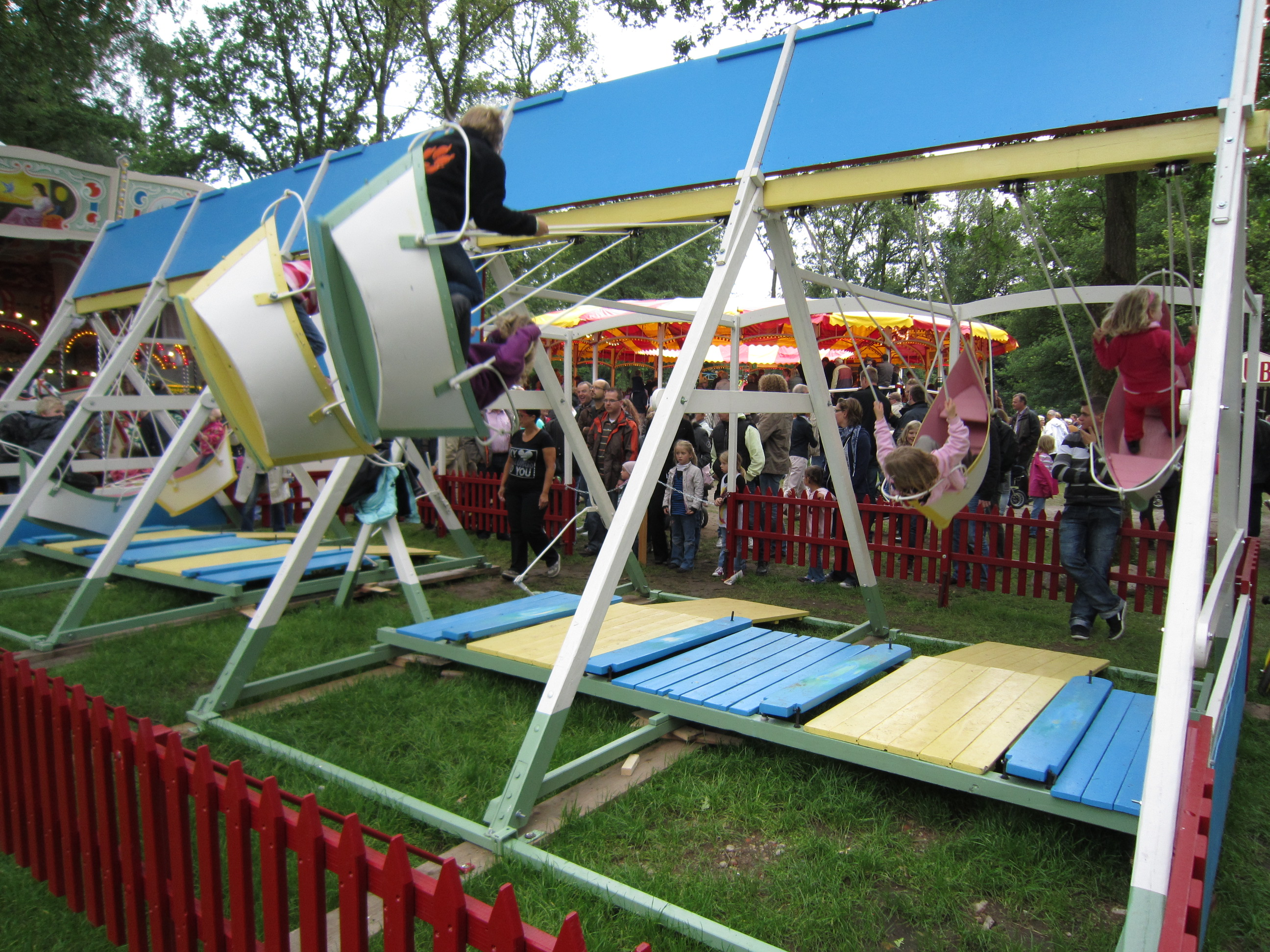
Historische Dorfkirmes auf dem Brink
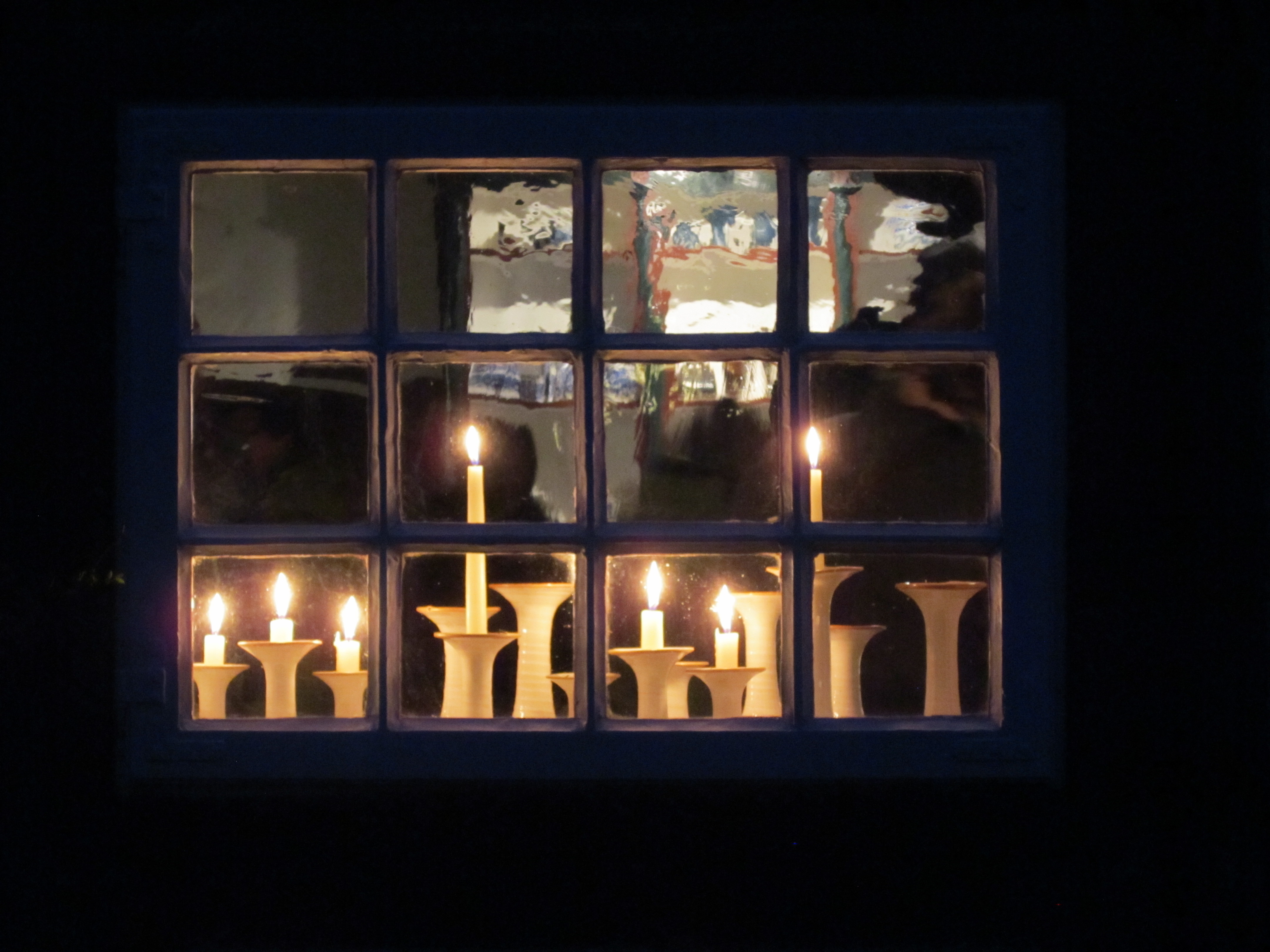
Festbeleuchtung während des Nikolausmarkts

## Museumsgründung in der Zeit des Nationalsozialismus
Die Umwandlung des Heimatmuseums in ein Museumsdorf in der Zeit des Nationalsozialismus (1934) gibt Anlass zu der Frage, ob sie vor dem Hintergrund nationalsozialistischer Blut-und-Boden-Mythologie erfolgt sei. So stellt Sabine J. S. Bardenhofer-Paul 2009 in ihrer Diplomarbeit lapidar ohne nähere Begründung fest: „Als erstes großes deutsches Freilichtmuseum gilt das Museumsdorf Cloppenburg in Niedersachsen, das im Jahr 1936 unter der Leitung von Heinrich Ottenjann eröffnet wurde. Dass dies mit Hilfe der nationalsozialistischen Regierung geschah und deren ideologischen Zwecken diente, ist evident.“
Die Gründung des Museumsdorfs Cloppenburg ist insbesondere im Kontext der Geschichte der Heimatbewegung zu betrachten: Diese entstand bereits um 1880 als Reflex der Verstädterung Deutschlands und des Interesses vieler Städter an einer Erinnerung an ihre bäuerlichen Wurzeln. Aus dieser Bewegung heraus waren im Land Oldenburg 1910 bereits das Ammerländer Bauernhaus in Bad Zwischenahn und 1912 die Rauchkate in Neuenburg als sinnlich erlebbare Erinnerungsstätten entstanden. In Cloppenburg selbst wurde 1922 ein Heimatmuseum gegründet.
So entwickelte Heinrich Ottenjann bereits vor 1933 das Konzept des Museumsdorfs Cloppenburg, das er dann 1934 realisieren konnte. Zugleich ließ sich Ottenjann von dem ganzheitlich ausgerichteten Konzept der skandinavischen Freilichtmuseen inspirieren, die die in Objekten dokumentierte Geschichte der ländlichen Bevölkerung in ihren funktionalen Zusammenhängen darzustellen versuchten.
Die Nationalsozialisten befürworteten die Idee der Förderung der Heimatpflege und instrumentalisierten und ideologisierten die im Entstehen begriffene volkskundlich-agrarhistorische Anlage. Unter der Schirmherrschaft des Gauleiters Carl Röver sollte das Museumsdorf eine Sammlung von idealtypischen Bauernhäusern des Oldenburger Münsterlandes werden, die gleichsam als „gebaute Baufibel“ den „rechte[n] Sinn und rechte Gesinnung“ für das Handwerk und die Ideologie eines „neuen, gesunden Bauerntums“ vermitteln sollten. Gleichwohl wurde das Museumsdorf Cloppenburg nie in dem Sinne zu einer NS-Kultstätte wie etwa das ebenfalls von Röver unterstützte Projekt Freilichtbühne Stedingsehre in Bookholzberg, und es gab in Kreisen der NSDAP auch Gegner des Museumsdorf-Projekts.
Heute finden im Museumsdorf regelmäßig Veranstaltungen statt, die über nationalsozialistischen Ungeist informieren sollen. Auch die Mitarbeiter des Museumsdorfs selbst werden aufklärerisch tätig: Beispielsweise kommentieren sie die These, die Pferdeköpfe auf niedersächsischen Bauernhäusern (Hallenhäusern) seien ursprünglich Überbleibsel von Pferdeopfern gewesen, damit, dass das ein von den Nationalsozialisten verbreiteter Mythos sei, der kritischer wissenschaftlicher Überprüfung nicht standhalte.